# Jade Jagger
Jade Sheena Jezebel Jagger (París, 21 de octubre de 1971) es una artista, joyera, diseñadora de interiores y modelo británica.

## Carrera
Jade es hija de la modelo nicaragüense Bianca Jagger y del popular cantante británico Mick Jagger. En 1996 Jade creó la compañía joyera Jade Inc. y en 2001 comenzó a trabajar como directora creativa de Garrard, compañía inglesa dedicada a la joyería de alta gama. Trabajó allí hasta 2006 y ahora promueve un concepto de estilo de vida llamado "Jezebel" (su segundo nombre), que fusiona música, ropa y estilo de vida a través de grabaciones originales, remixes, sesiones desconectadas y moda. También se ha desempeñado como modelo de lencería.
En 2001 apareció en la película Being Mick, que representa un año en la vida de su padre, Mick Jagger.
En 2008 la carrera de Jagger revivió, cortesía de Belvedere. Conocida en los círculos de accesorios por su tiempo como directora creativa en Garrard, Jagger creó la "Daga de Jagger", una espada con una empuñadura de oro blanco de 18 quilates tachonada con 12 quilates (2.4 g) de diamantes, 42 zafiros pálidos e incrustada con un cuadrado azul central de lapislázuli. En 2011 diseñó el proyecto Fiorenza del grupo Lodha en el suburbio Goregaon de Bombay, combinando las tradiciones ricas y variadas de la India con elementos culturales únicos de todo el mundo.
Es media hermana de Karis Hunt Jagger (nacida en 1970), Elizabeth Scarlett Jagger (nacida en 1984), James Leroy Augustin Jagger (nacido en 1985), Georgia May Ayeesha Jagger (nacida en 1992), Gabriel Luke Beauregard Jagger (nacido en 1997), Lucas Maurice Morad-Jagger (nacido en 1999) y Deveraux Octavian Basil Jagger (nacido en 2016). Posee ascendencia inglesa y nicaragüense.